# Haupt II. von Pappenheim
Haupt II. von Pappenheim (* 1380; † 1438) war zuerst Vize-, später Reichserbmarschall und Diplomat unter Kaiser Sigismund.

## Leben
Haupt II. von Pappenheim war der Sohn des Haupt I. von Pappenheim († 1409) und seiner Gemahlin Agnes von Weinsberg († 1405). Haupt II. war mit Corona von Rothenstein († 1412/14/19) (einer Schwester Ludwig von Rothensteins) vermählt. Durch diese Ehe ging die Herrschaft Grönenbach von den von Rothenstein an die von Pappenheim über. Er war jedoch nicht nur im Besitz der Herrschaft Grönenbach, sondern auch der Burg Rothenstein und Kalden. Nach dem frühen Tod von Corona von Rothenstein vermählte er sich ein zweites Mal mit Barbara von Rechberg.
Haupt II. nahm am Konstanzer Konzil von 1414 bis 1418 als königlicher Vertrauensmann unter König Sigismund teil. Im Laufe der Jahre konnte er seine Besitzungen deutlich ausweiten. So erwarb er 1422 die Burg in Schweinspoint, 1423 auch den Ort Schweinspoint, Güter in Meinheim, Wolfsbronn und Weimersheim, 1430 die Land- und Stadtvogtei zu Augsburg, 1436 das Schloss Spielberg und 1438 die Herrschaft über Gräfenthal.

## Nachkommen
Die Nachkommen des Haupt II. von Pappenheim begründeten verschiedene Linien des Pappenheimer Adelsgeschlechtes.
Seine Kinder aus erster Ehe mit Corona von Rothenstein:
- Anna von Pappenheim ⚭ Johann Fraunberger v. Hag
- Margret von Pappenheim ⚭ Wolfgang v. Preysing
- Johann von Pappenheim († 1476), Domherr zu Eichstätt
- Heinrich XI. von Pappenheim († 1482), begründete die Allgäuer und Stühlinger Linie
- Conrad III. von Pappenheim († 1482), war Begründer der Linie Gräfenthal

Die Nachfahren aus der zweiten Ehe mit Barbara von Rechberg:
- Bernhard von Pappenheim, Domherr zu Eichstätt
- Rudolf von Pappenheim, Pfleger zu Donauwörth
- Georg I. von Pappenheim (* 1430; † 1485), war Begründer der Treuchtlinger Linie
- Zenone von Pappenheim ⚭ Hans v. Wolfstain (o. St. v. Egloffstein)
- Martha von Pappenheim, Klosterfrau in Eichstätt
- Caecilia von Pappenheim ⚭ Heinrich von Bünau
- Sigmund II. von Pappenheim (* 1434; † 1496) ⚭ Magdalena von Schaumberg, begründete die Alesheimer Linie